# Roches (Švýcarsko)
Roches je obec v okrese Bernský Jura v kantonu Bern ve Švýcarsku. Žije zde 201 obyvatel.

## Geografie
Roches leží v nadmořské výšce 491 m, vzdušnou čarou 3 km severoseverovýchodně od městečka Moutier. Obec leží v rozšíření údolí řeky Birs pod soutěskami Gorges de Moutier, v údolí procházejícím antiklinálou masivu Mont Raimeux v pohoří Jura.
Území obce o rozloze 9,0 km² zahrnuje silně reliéfní oblast průlomu Birsu antiklinálou jurského masivu. Tvrdé vápencové vrstvy dnes vytvářejí nápadné skalnaté hřbety, zatímco měkčí jíly a slíny mezi nimi byly ve větší míře erodovány a vytvořily šířku údolí. Na východě se území obce rozprostírá až na masiv Mont Raimeux, kde se nachází nejvyšší bod Roches ve výšce 1280 m n. m. Na severu se nachází údolí, které se rozprostírá na severovýchodním okraji obce. Na západě oblast zasahuje na náhorní plošinu Montagne de Moutier (1140 m n. m.) a také na Trondai (972 m n. m.) a řetěz Le Mont (1129 m n. m.). Jižní hranice vede po hřebenech Arête du Raimeux a Belle Face, severní hranice leží na skalních výchozech Roche Saint-Jean a Côte des Porcs. V roce 1997 tvořila zastavěná plocha 4 % rozlohy obce, lesy a lesní pozemky 71 %, zemědělství 24 % a neproduktivní půda o něco méně než 1 %.
K obci Roches patří vesnice Hautes-Roches (733 m n. m.) na ostrohu na východním svahu Montagne de Moutier vysoko nad dnem údolí Birs a několik jednotlivých farem. Sousedními obcemi Roches jsou Moutier, Belprahon a Grandval v kantonu Bern a Courrendlin a Châtillon v kantonu Jura.

## Historie
První zmínka pochází z roku 1308 pod názvem Roschers. Obec patřila k opatství Moutier-Grandval v basilejském knížecím biskupství. Pod francouzskou nadvládou v letech 1798–1813 byla součástí départementů Mont-Terrible a Haut-Rhin; v roce 1815 se stala součástí kantonu Bern. Od roku 1865 je Roches konfesně smíšenou obcí. V době reformace patřila k farnosti Moutier. V roce 1791 byla v obci založena sklárna, kterou v roce 1817 převzal Célestin Châtelain a provozoval ji až do jejího uzavření v roce 1840. Po otevření železniční trati Basilej–Moutier v roce 1876 byla zemědělská obec napojena na železniční síť. Poté se její hospodářský rozvoj odvíjel od výkyvů regionálního průmyslu.

## Obyvatelstvo
| Vývoj počtu obyvatel | Vývoj počtu obyvatel | Vývoj počtu obyvatel | Vývoj počtu obyvatel | Vývoj počtu obyvatel | Vývoj počtu obyvatel | Vývoj počtu obyvatel | Vývoj počtu obyvatel | Vývoj počtu obyvatel | Vývoj počtu obyvatel | Vývoj počtu obyvatel | Vývoj počtu obyvatel |
| -------------------- | -------------------- | -------------------- | -------------------- | -------------------- | -------------------- | -------------------- | -------------------- | -------------------- | -------------------- | -------------------- | -------------------- |
| Rok                  | 1850                 | 1900                 | 1910                 | 1930                 | 1950                 | 1960                 | 1970                 | 1980                 | 1990                 | 2000                 |                      |
| Počet obyvatel       | 126                  | 188                  | 147                  | 125                  | 141                  | 133                  | 193                  | 253                  | 306                  | 328                  |                      |

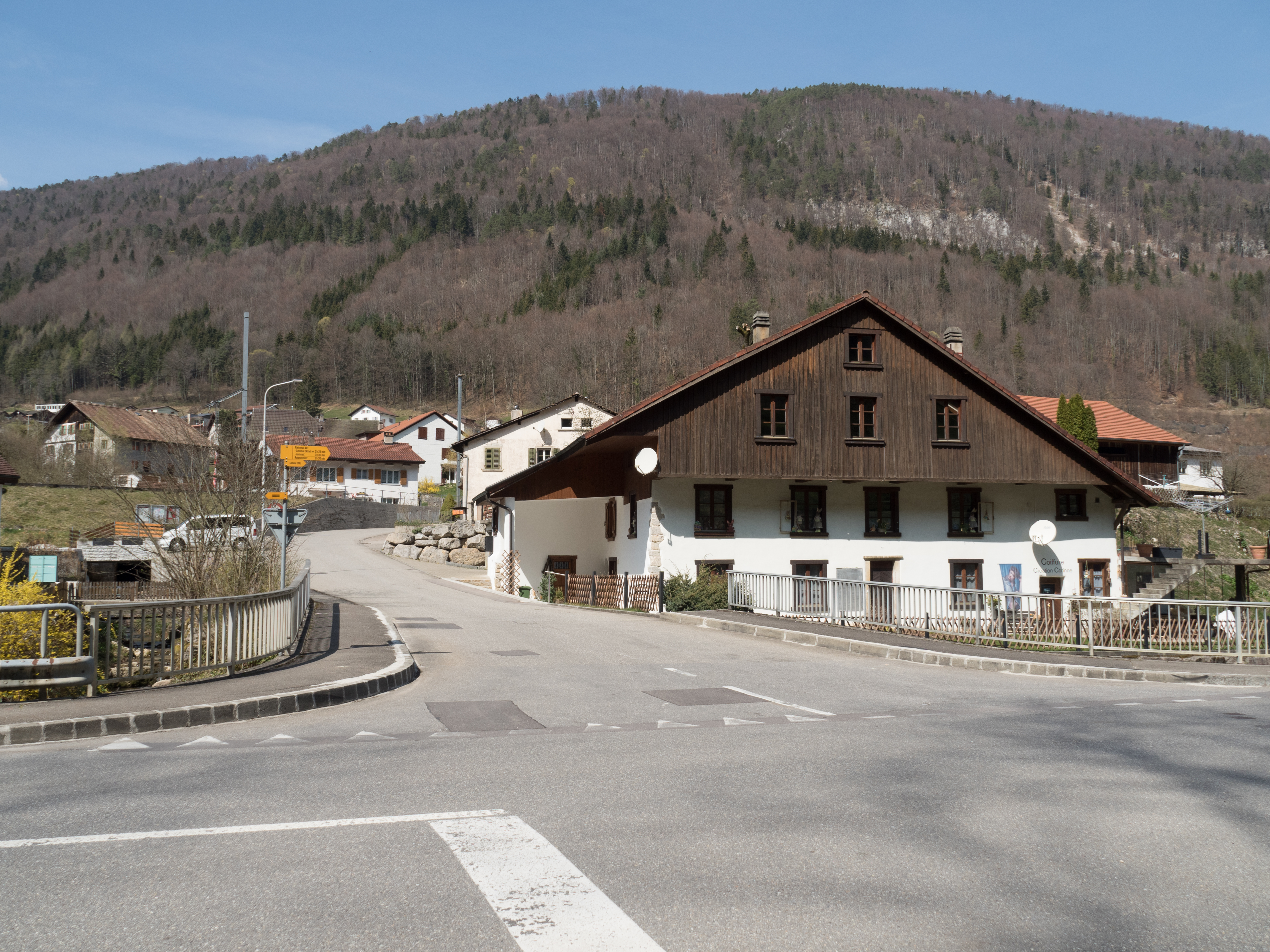
Centrum obce

Z celkového počtu obyvatel je 81,8 % francouzsky mluvících, 15,1 % německy mluvících a 1,3 % italsky mluvících (údaj z roku 2000).

## Hospodářství
Roches byla dlouho zemědělskou obcí, ale v posledních desetiletích se vyvinula také v rezidenční obec. Na řece Birs stojí od konce 18. století mlýn. Dnes je v Roches několik malých podniků. Mnoho zaměstnanců však za prací dojíždí a pracuje buď v Moutier, nebo v oblasti Delémontu.

## Doprava
Obec má dobré dopravní spojení. Nachází se na frekventované hlavní silnici z Delémontu do Moutier. Tříkilometrový tunel Mont-Raimeux na dálnici A16, který obchází soutěsky Gorges de Moutier, omezil tranzitní dopravu obcí. Od jara 2017 propojuje jurská dálnice A16 švýcarskou a francouzskou dálniční síť. Dne 16. prosince 1876 byla slavnostně otevřena jurská železnice z Delémontu do Moutier se stanicí v Roches. V současnosti zde však již vlaky nezastavují, obec je napojena na síť veřejné dopravy autobusovou linkou Delémont–Moutier.